# Lesley Duncan
Lesley Duncan (12 de agosto de 1943 – 12 de marzo de 2010) fue una cantautora británica, reconocida por su trabajo en la década de 1970. Recibió fuerte radiodifusión en su país natal, pero nunca logró un gran éxito comercial, en parte debido a padecer de miedo escénico. Como solista publicó álbumes de estudio entre 1971 y 1980 y sirvió como vocalista invitada en álbumes de The Alan Parsons Project, Dusty Springfield y Elton John, entre otros. Falleció el 12 de marzo de 2010 a causa de una enfermedad cerebrovascular.

## Discografía

### Estudio
- 1971: Sing Children Sing
- 1972: Earth Mother
- 1973: Reading Festival '73
- 1974: Everything Changes
- 1975: Moon Bathing
- 1977: Maybe It's Lost
- 1980: Only You